# Vapor Buxeda Vell
El Vapor Buxeda Vell (conegut popularment com a Vapor Buxeda o Can Buxeda Vell) era una fàbrica tèxtil de Sabadell, del que es conserva la xemeneia i la sala de calderes, catalogades com a bé cultural d'interès local.

## Història

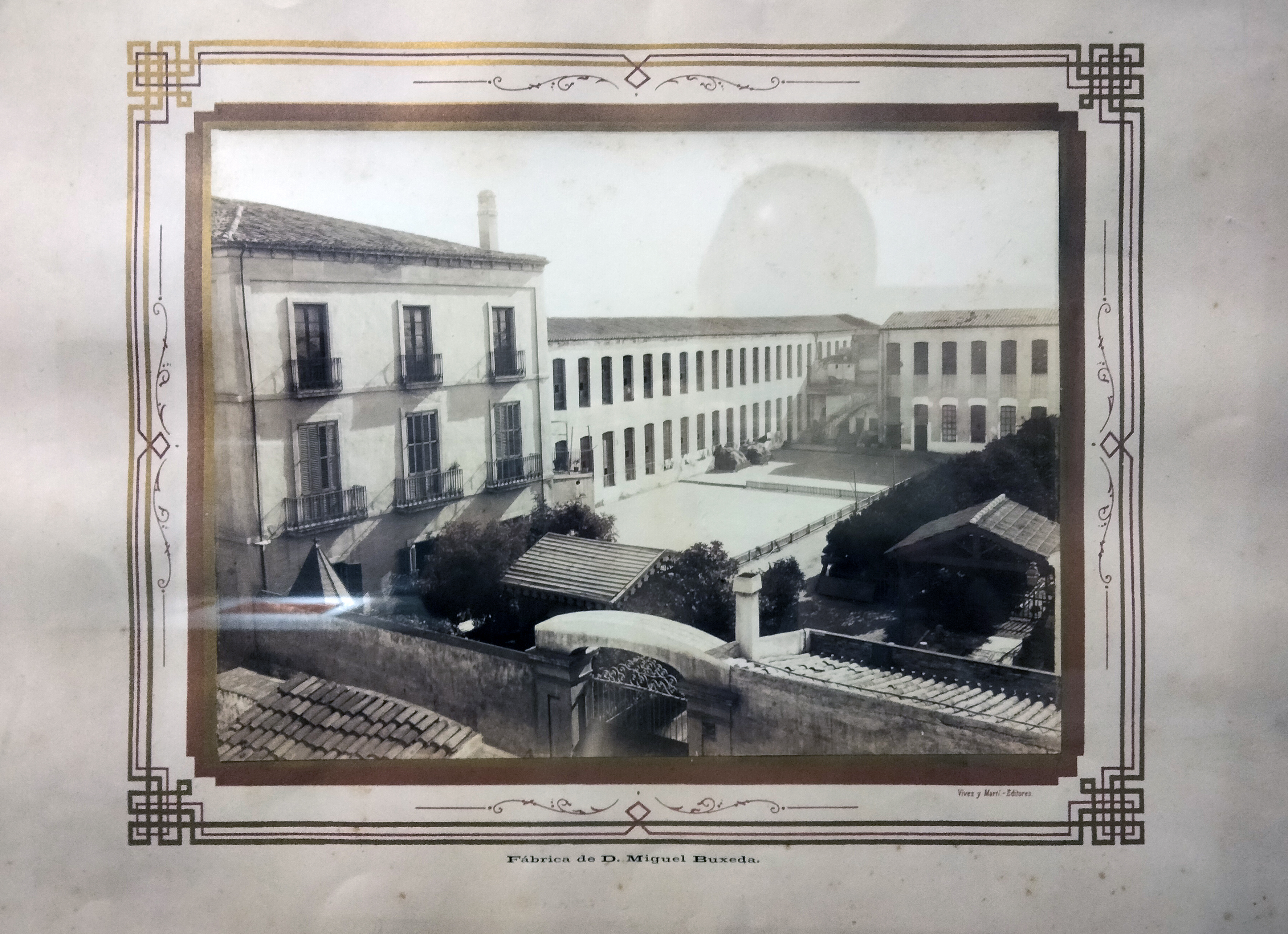
El vapor Buxeda al Panorama fotogràfic de Sabadell (1881)

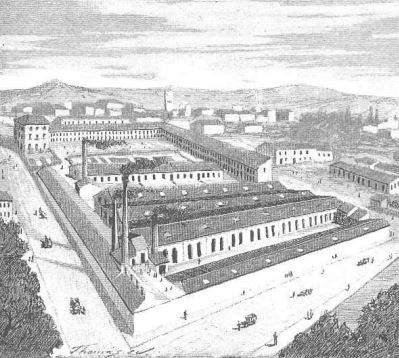
El Vapor al 1889

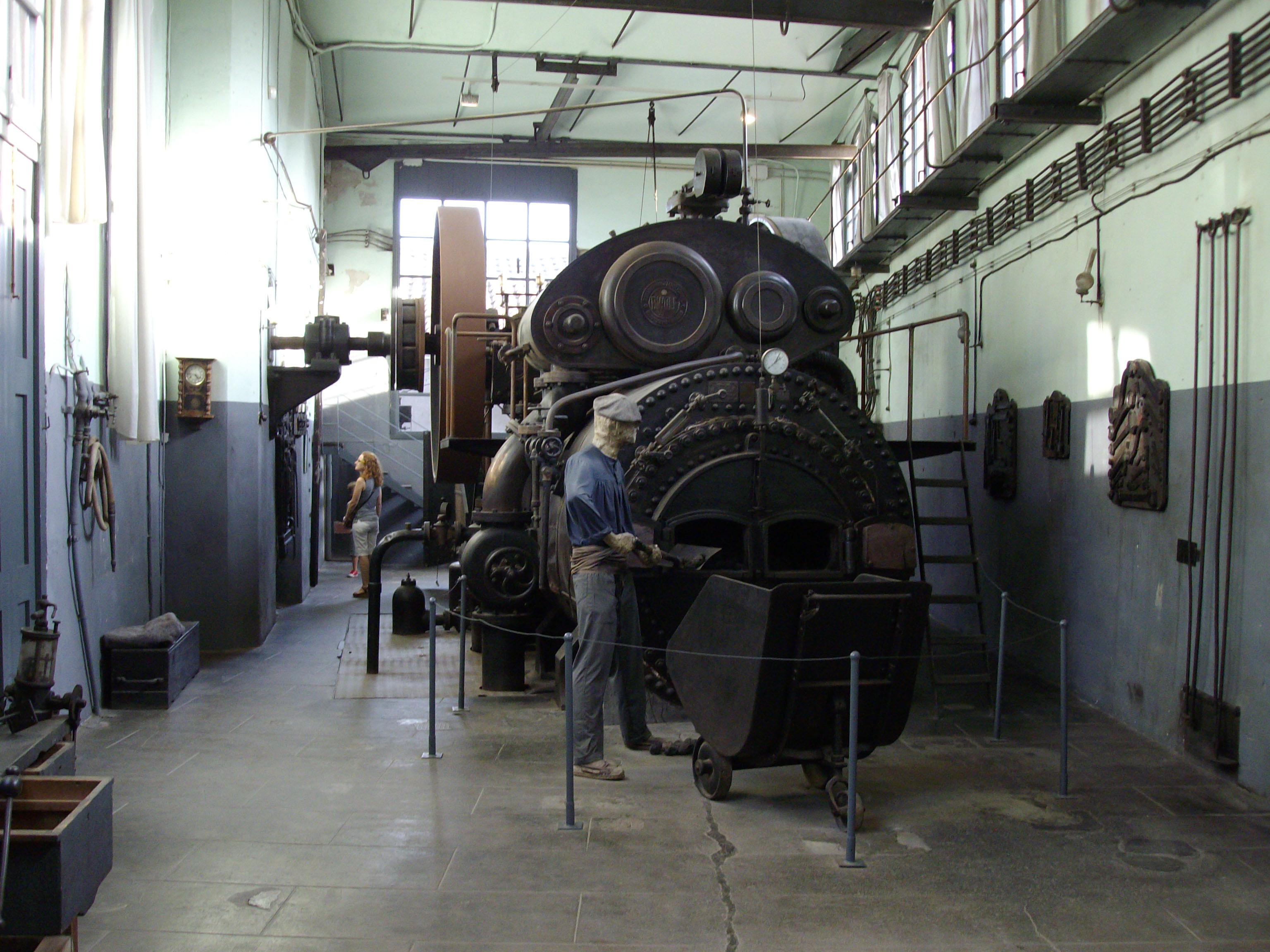
Màquina de vapor semifixa Wolf del vapor Buxeda Vell, instal·lada el 1908

A finals de la dècada del 1840, els germans Miquel i Domènec Buxeda i Crehuet, originaris de Camprodonm establiren una petita fàbrica de teixits de llana al carrer del Jardí de Sabadell. Tenien la botiga a Barcelona, on també residien. Entre 1852 i 1854 construïren un vapor al carrer de Sant Pau, dedicat a la fabricació de teixits de llana i de cotó i de filats d'estam i de llana. També llogaven parts de la nau i de la força motriu a altres fabricants.
La fàbrica dels germans Buxeda incloïa un safareig per a rentar la llana, màquines de triar, filatura, tissatge, ordidores, embonadores i, fins i tot, l'aprofitament de les deixalles de llana. Cap al 1861-1862, hi tenien 51 telers grans, 4 tondoses, 6 cardes, 2 batans i 1 750 pues mogudes per una màquina de vapor de 30 CV. El capital invertit era de 268.200 rals (13.410 duros).
L'any 1879, l'empresa de Francesc Dalmau i el seu fill Tomàs, introductors de l'electricitat a Catalunya, instal·laren uns arcs voltaics a la sala de filatura, essent el primer establiment industrial de Sabadell que tingué enllumenat elèctric, produït per la seva màquina de vapor. Dos anys més tard, s'estendria a la de tissatge, i el 1887, els llums d'arc voltaic serien substituïts per bombetes incandescents. Miquel Buxeda, entusiasta del nou sistema, fou un dels fundadors de la Societat Espanyola d'Electricitat. El director de les instal·lacions a Sabadell seria l'enginyer gironí Narcís Xifra.
A la mort de Domènec Buxeda el 1882, l'empresa quedà en mans del seu germà Miquel, que s'especialitzà en draps destinats a vestits de novetat per a home. A la seva mort el 1886, la fàbrica donava feina a 350 persones i la producció anual era de 5.000 a 6.000 peces de 30 m, o sigui uns 150.000 m.
La fàbrica continuà uns anys més sota la raó social Viuda i Fills de Miquel Buxeda, i el 1905 va ser traspassada a Francesc Mutlló, que l'explotaria sota la denominació de La Mercantil Sabadellense. Aquell mateix any s'hi va construir la sala de la màquina de vapor semifixa Wolf, dissenyada per l'arquitecte Francesc Izard i Bas.
Actualment el propietari és l'Ajuntament de Sabadell, que l'ha rehabilitat reconvertit en el Museu de la Indústria Tèxtil Llanera, el qual, al seu torn, depèn del Museu d'Història de Sabadell.

## Descripció
El vapor limitava amb els actuals carrers d'Alemanya, de Sant Pau i de Cervantes, i cobria una extensió de més de 9.000 m². L'entrada principal es trobava al carrer de Sant Pau, 117, però actualment és al carrer de Cervantes, número 68.
Estava format per diverses naus estretes i llargues amb cobertes a dues vessants, que deixaven entre elles els típics patis de drapaires. La sala de calderes és la més ben conservada de Catalunya és una gran nau amb pilars de ferro fos i façanes d'obra vista, amb pilastres embegudes i finestres d'arc escarser. Al seu costat hi ha una esvelta xemeneia de 30 m de secció circular.